# Haldina cordifolia
Haldina cordifolia är en måreväxtart som först beskrevs av William Roxburgh, och fick sitt nu gällande namn av Colin Ernest Ridsdale. Haldina cordifolia ingår i släktet Haldina och familjen måreväxter. Inga underarter finns listade i Catalogue of Life.